# Рамішвілі Ніна Шалвівна
Ніна Шалвівна Рамішві́лі (груз. ნინო შალვას ასული რამიშვილი; 19 січня 1910, Тифліс — 6 вересня 2000, Тбілісі) — грузинська радянська артистка балету, балетмейстер.

## Біографія
Народилася 6 [19] січня 1910 року в місті Тифлісі (нині Тбілісі, Грузія). Грузинка. З 1922 по 1927 рік навчалася у Тбіліській балетній студії під керівництвом Марії Періні. Після закінчення студії була прийнята в трупу Тбіліського театру опери та балету, танцювала в кордебалеті, а потім виконувала сольні танцювальні партії у грузинських операх «Абесалом та Етері» і «Даїсі» Захарія Паліашвілі, «Дареджан підступна» Мелітона Баланчівадзе, «Кето і Коте», «Цисана» Віктора Долідзе, «Сказання про Шота Руставелі» Дмитра Аракішвілі та інших. 1937 року вимушено покинула театр через донос до НКВС іншої балерини тератру, яка звинувачувала Ніну в спробі отруїти її.
З 1936 по 1939 рік була провідною танцівницею Ансамблю народного танцю Грузинської філармонії; у 1939—1941 роках — солістка Ансамблю пісні і танцю НКВС СРСР; у 1942—1945 роках — знову солістка Грузинської філармонії.
У 1945 році, разом з чоловіком, Іллею Сухішвілі, заснувала Ансамбль народного танцю Грузії і потім до кінця свого життя працювала в ньому, залишаючись солісткою до 1972 року; ставила танцювальні номери. Кращі постановки: «Хорумі», «Колгоспний танок», «Нарпарі», «Самапа», «Сванський танок» та інші. Разом з ансамблем гастролювала в Угорщині, Данії, Італії, Сполучених Штатах Америки та інших країнах.
Померла в Тбілісі 6 вересня 2000 року. Похована в Тбілісі на Дідубійському пантеоні.

## Звання та нагороди
- Медаль «За доблесну працю у Великій Вітчизняній війні 1941—1945 рр.»[5];
- Народна артистка Грузинської РСР (1948)[5];
- Сталінська премія I ступеня (1949);
- Орден Леніна (17 квітня 1958)[3];
- Народна артистка СРСР (6 грудня 1963)[3];
- Орден «Знак Пошани» (2 квітня 1966)[3];
- Медаль «В ознаменування 100-річчя з дня народження Володимира Ілліча Леніна» (1970)[5];
- Орден Трудового Червоного Прапора (2 липня 1971)[3];
- Державна премія Грузинської РСР імені Шота Руставелі (1974)[3];
- Почесна громадянка Тбілісі (1981)[6];
- Герой Соціалістичної Праці (3 липня 1990; за видатний внесок у розвиток радянського хореографічного мистецтва[3][c]).

## Вшанування

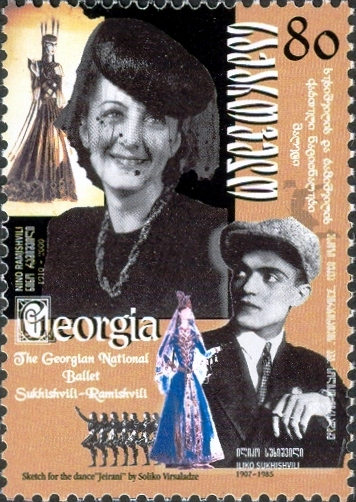
Поштова марка Грузії.

- У 2002 році було випущено поштову марку Грузії, присвячену Національному балету Грузії Сухішвілі із зображенням Ніно Рамішвілі та Іліко Сухішвілі.

## Виноски
1. ↑  За іншими даним — Баку[2].
2. ↑  При Тбіліському театрі опери та балету.
3. ↑  Орден Леніна № 460090, медаль «Серп і Молот» № 20993[3].